# Landwirtschaftliche Produktionsgenossenschaft

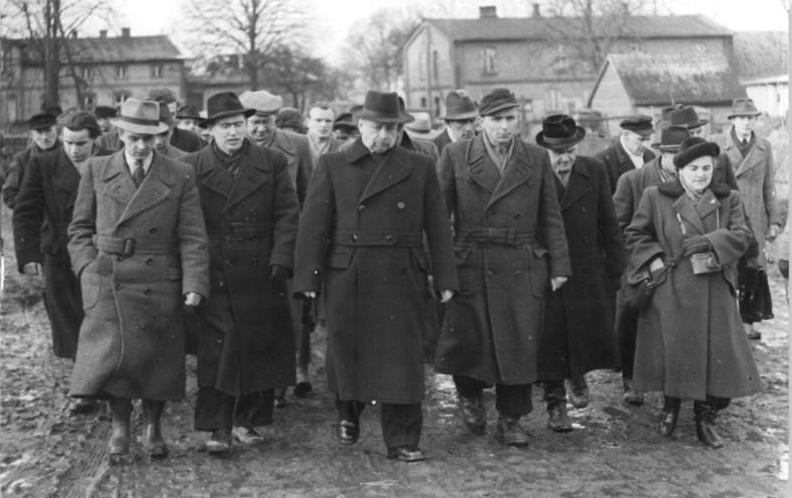
Walter Ulbricht visitando una granja colectiva de GLP en Trinwillershagen en enero de 1953.

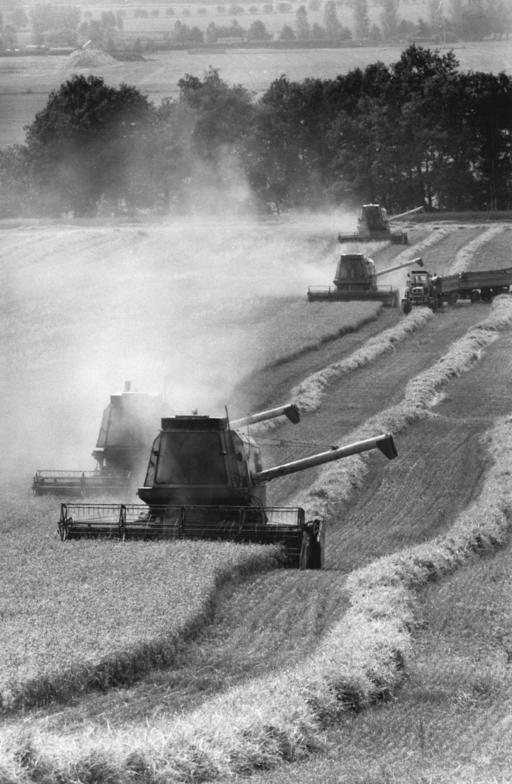
Cosecha de trigo de 1986 en un GLP.

Las Landwirtschaftliche Produktionsgenossenschaft (literalmente: Cooperativas de producción agrícola), abreviado LPG, fueron las cooperativas agrarias que existieron en la República Democrática Alemana (RDA). Las cooperativas fueron disueltas por la ley de ajuste agrícola del 29 de junio de 1990, previa a la reunificación de Alemania.
En la agricultura de Alemania Oriental, la colectivización de las tierras agrícolas privadas y estatales fue la progresión de una política de seguridad alimentaria (a expensas de la burgueses agricultores). Comenzó en los años de la Zona de ocupación soviética (1945–1948) como parte de la necesidad de gobernar los recursos en el sector soviético. Comenzando con la expropiación forzosa de todas las tenencias de tierra en exceso de 100 hectáreas (247,1 acre), la tierra se redistribuyó en pequeños paquetes de alrededor de 5 a 7 hectáreas (12,4 a 17,3 acre) a refugiados sin tierra entrantes expulsados de los territorios anteriormente controlados por los alemanes hacia el este.  Estos "Neubauern" (nuevos agricultores) recibieron derechos de propiedad limitados sobre la tierra, lo que significa que la mantuvieron mientras la trabajaron. A principios de la década de 1950, los agricultores que quedaban con propiedades grandes (60 a 80 hectáreas (148,3 a 197,7 acre)) fueron expulsados efectivamente del negocio por medios tales como negar el acceso a la maquinaria común y establecer objetivos de producción que aumentaron exponencialmente con la cantidad de tierra en propiedad a niveles imposibles de cumplir.
Junto con estas acciones coercitivas de expropiación, se alentó cada vez más a los antiguos y nuevos agricultores con pequeñas propiedades a unir recursos en una forma cooperativa legalmente constituida, la LPG, en la que inicialmente solo se compartía la tierra, pero luego se compartían y trabajaban juntos los animales y la maquinaria.  Estas no eran granjas "de propiedad estatal" (aunque algunas de estas sí existían): la tierra, excepto como se mencionó anteriormente, permaneció legalmente en propiedad privada y el LPG, aunque a menudo dominada por el partido comunista, era una entidad legal distinta que operaba independientemente en la medida de lo posible dentro de las limitaciones de una economía planificada. Sin embargo, desde principios de la década de 1960, aumentó la presión sobre los agricultores independientes restantes para que se unieran a los GLP y para que los GLP existentes se fusionaran en formas más totalmente colectivizadas. Este proceso, y un impulso hacia una mayor industrialización, condujo en la década de 1970 a la separación de la producción agrícola y animal y a la fusión de cada una de las aldeas para formar unidades cooperativas mucho más grandes en las que, por ejemplo, un GLP para la producción agrícola con tal vez 3000 hectáreas (7413,2 acre) de tierra suministraría alimento a dos LPG que trabajan en la producción animal.
Después de la reunificación alemana en 1990, el GLP dejó de ser una forma jurídica de empresa y se introdujeron normas que regían su disolución y la reestructuración de empresas en otras formas jurídicas. Algunos exmiembros de LPG, por lo general aquellos con antecedentes familiares sólidos en la agricultura independiente, recuperaron sus tierras y comenzaron de nuevo como agricultores independientes construyendo fincas de un tamaño viable a través del alquiler.  Sin embargo, en la mayoría de los casos, los ex socios o sus hijos se conformaron con algún nivel de compensación a cambio de ceder sus derechos de membresía a un grupo central más pequeño de ex gerentes que luego se hicieron cargo del negocio en la nueva forma de una sociedad limitada (GmbH).  Este proceso de liquidación y compensación fue a veces disputado y otras veces aceptado con resignación, dependiendo a menudo de la cantidad de riqueza a distribuir y del grado de confianza de los miembros en general y la población del pueblo en la capacidad de los gerentes para llevar a cabo la empresa como se esperaba.  empleadores exitosos. En algunos casos, un eingetragene Genossenschaft, una forma de agricultura cooperativa, persistió según lo permitido por la ley alemana existente. Mientras que Elbia (que cubría tanto la mayor parte de la antigua Alemania Oriental como los antiguos territorios alemanes al este de la línea Oder Neisse que se perdieron debido a la Segunda Guerra Mundial) había tenido más latifundios que los occidentales y  el sur de Alemania incluso antes de la creación de GLP, un efecto duradero de su existencia anterior es que el tamaño promedio de las granjas es mayor en cada uno de los Nuevos Estados de Alemania que en cada uno de los antiguos estados de Alemania Occidental incluso en el siglo XXI